# Koebocht

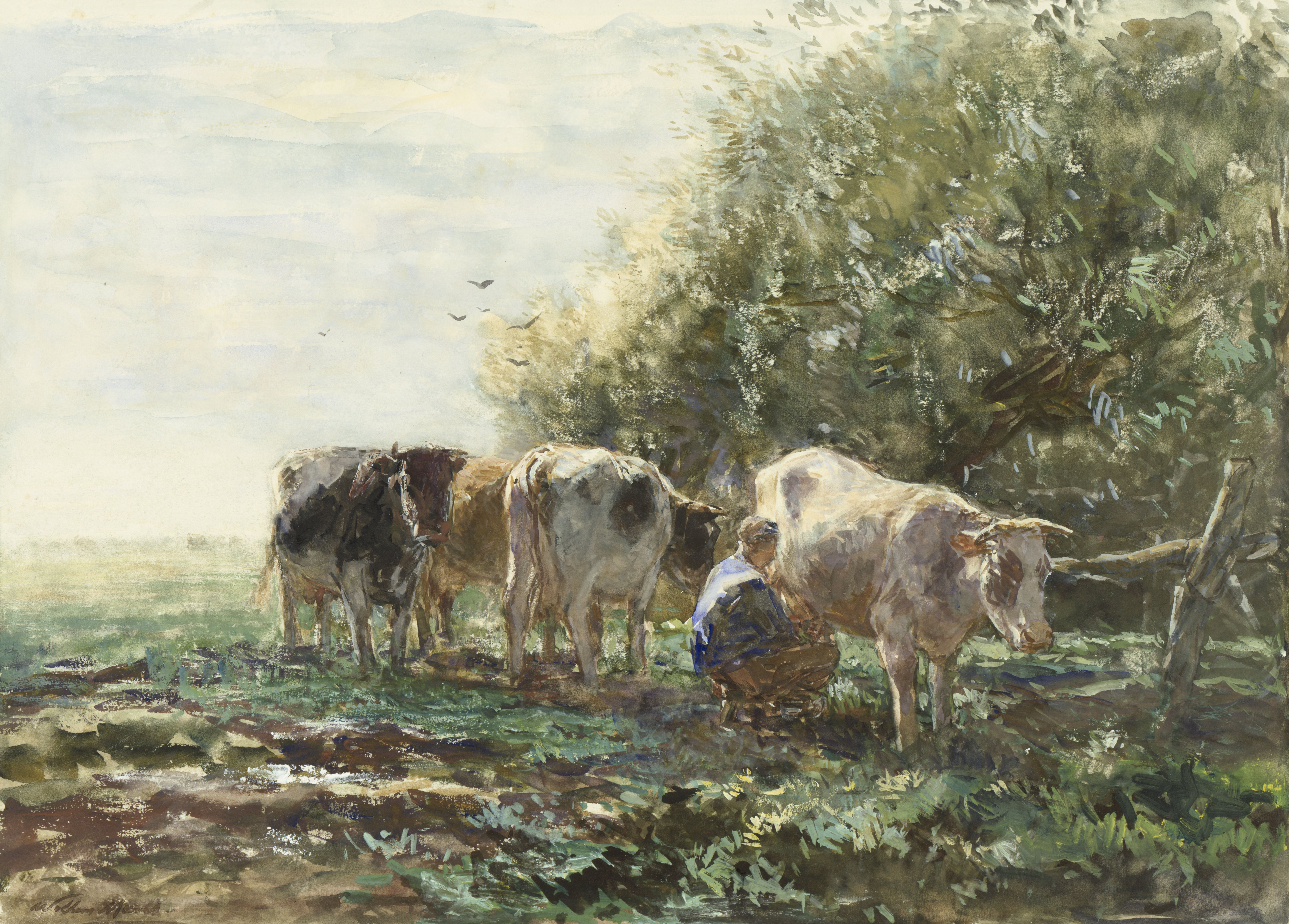
Melkbocht door Willem Maris

Een koebocht (ook: krocht, melkbocht, veebocht, huftbosje of huftgriend) is een historisch landschapselement dat voornamelijk voor komt in veenweidegebieden. Het is een met staketsel, boomgroepen of hakhout omgeven ruimte in een hoek van een weiland. De bosjes of heggen zijn vaak aangelegd in de vorm van een winkelhaak en zijn omringd door een sloot.

## Functie
De bocht werd gebruikt om de koeien naar toe te drijven zodat ze konden worden gemolken. Daarnaast verbleven de koeien soms ook 's nachts op deze plek en was het mogelijk om mest te verzamelen. De ruimte werd vaak omgeven door een bosje zodat mens en dier meer beschutting hadden tegen diverse weersinvloeden (zon, wind en regen). Het bosje kon tevens dienen als geriefhoutbosje, zodat de boer gemakkelijk aan hakhout kon komen.
De oorspronkelijke functies van de koebochten zijn inmiddels grotendeels achterhaald. Tegenwoordig worden ze beschouwd als 'monumenten uit het verleden'. Om die reden wordt er door diverse organisaties aandacht besteed aan het herstel en onderhoud van deze, maar ook andere historische, landschapselementen.

## Afbeeldingen

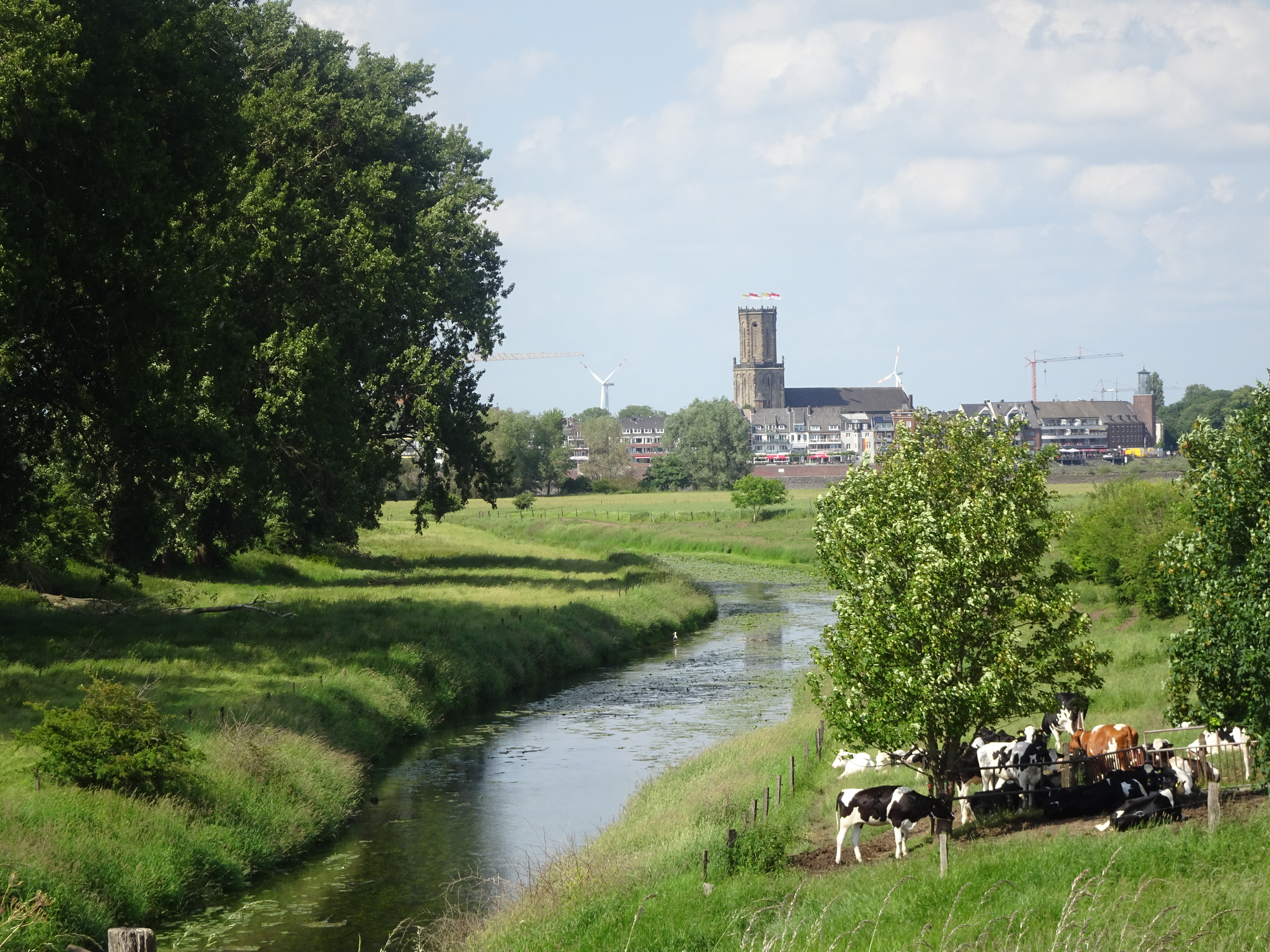
Veebocht aan de Kalflack
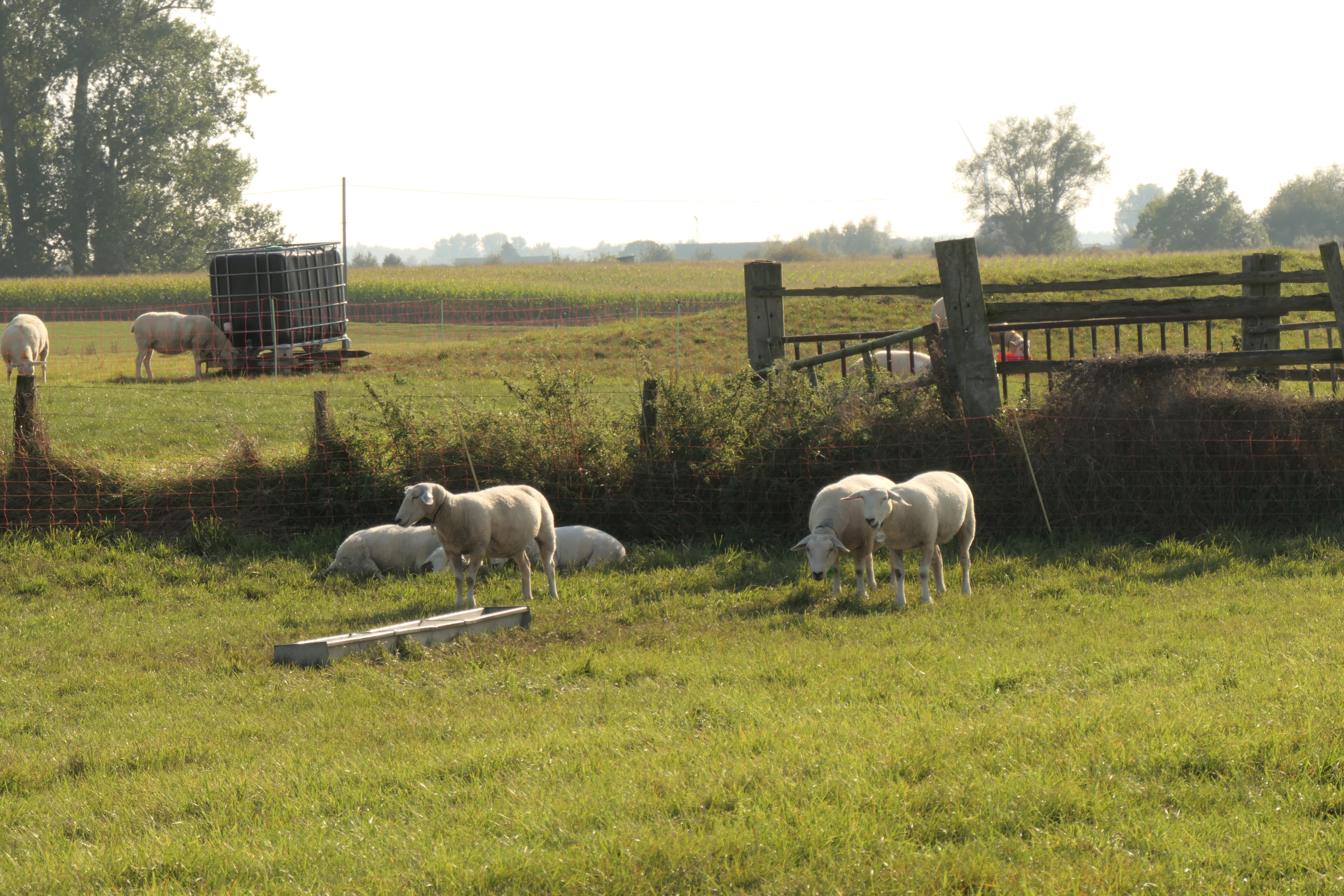
Veebocht in Bylerward (Kalkar)
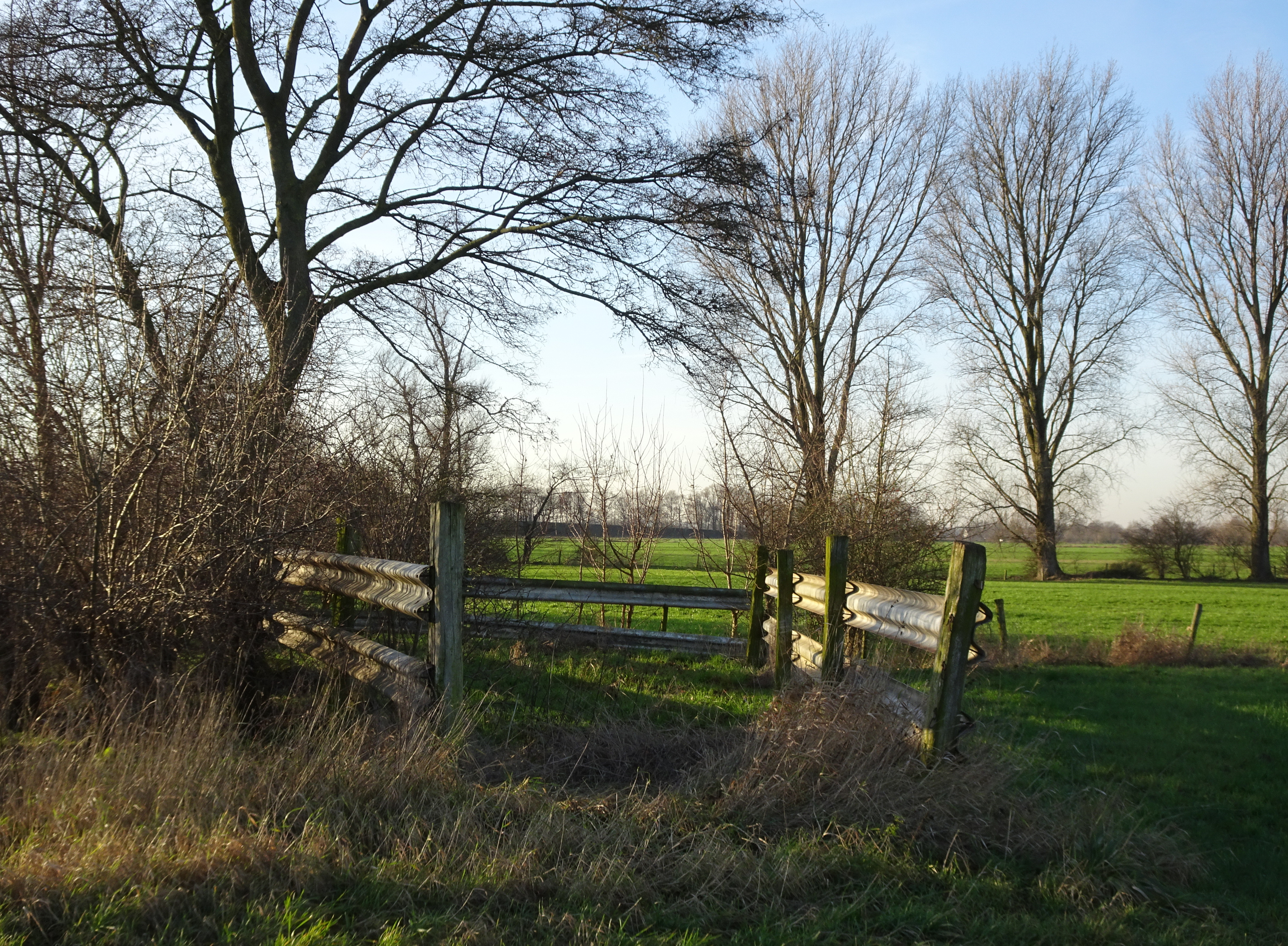
Veebocht in de Hetter (Emmerik)
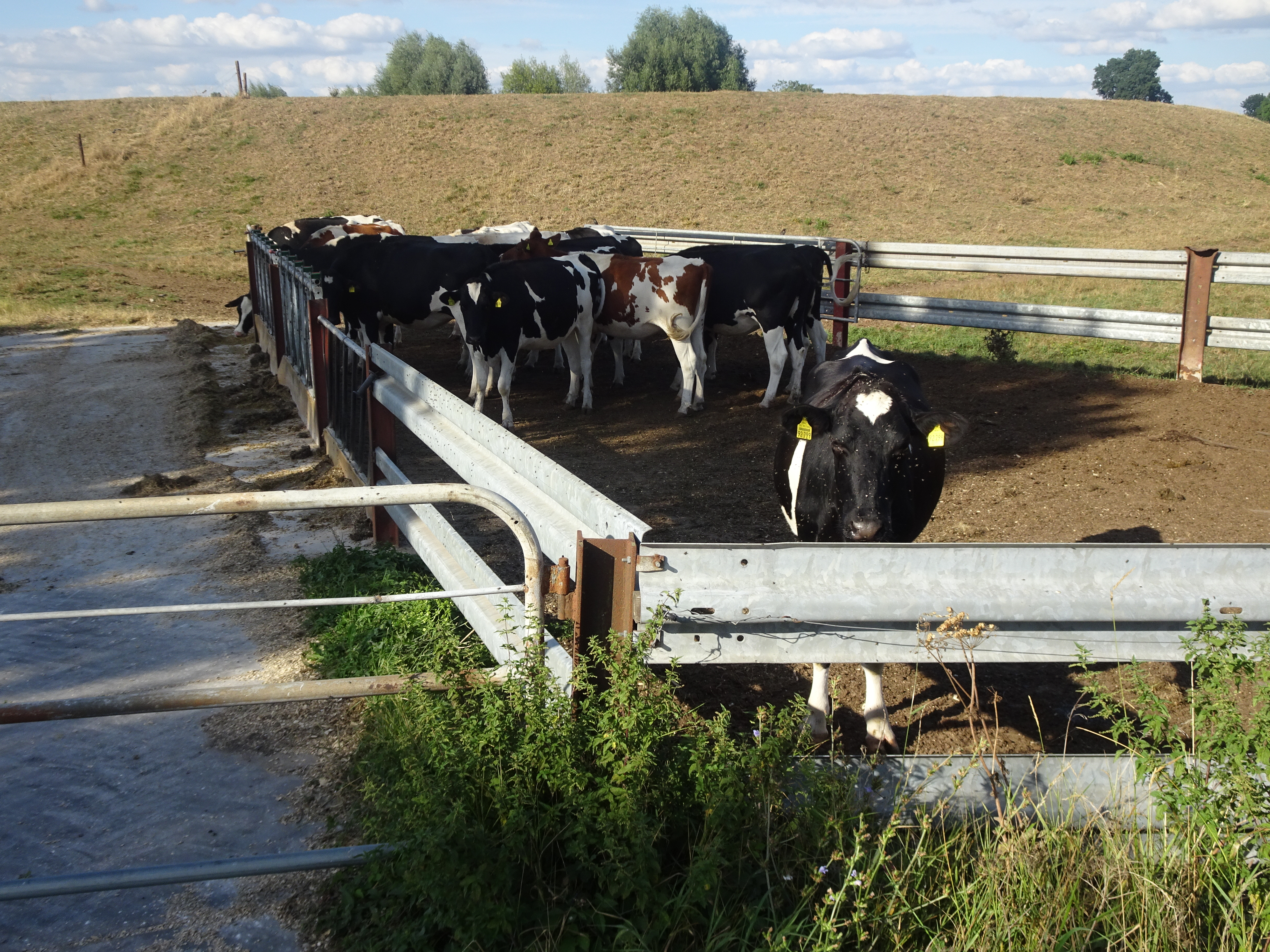
Veebocht in Bedburg-Hau